# Rosalind (Alberta)
Rosalind è un villaggio del Canada, situato in Alberta, nella divisione No. 10.